# Плевание

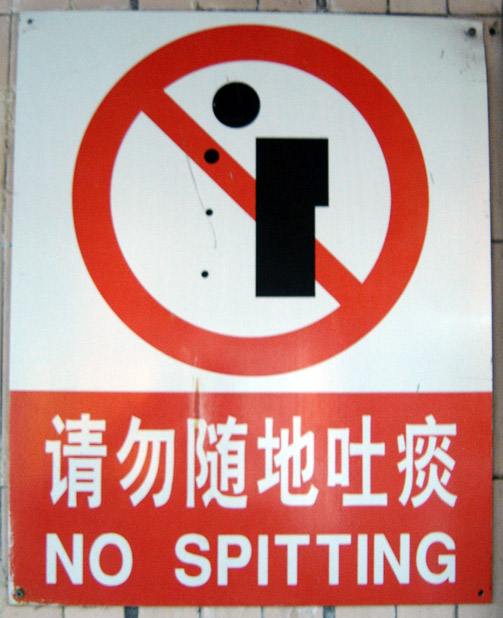
Плевание запрещено

Плева́ние — достаточно резкое опорожнение ротовой полости от, например, слюны.

## Причины плевания
Может быть необходимо физиологически (выплёвывание недоброкачественной пищи) или по медицинским показаниям (сплёвывание в зубоврачебном кабинете в плевательницу), но может превратиться и в привычку. Плевание может быть ритуалом или элементом суеверия (плюнуть три раза через плечо). Также иногда используется в качестве жеста, означающего высокую степень презрения и ненависти к другому человеку (плевок в лицо) или демонстрации силы (показательный громкий плевок на землю).
Курильщики сплёвывают из-за слюноотделения, вызываемого раздражением рецепторов рта дымом во время курения. Люди могут сплёвывать, подражая друг другу, а также плевать друг в друга или в предметы в качестве шалости или игры, в рамках огненного шоу могут показывать трюк — плевание огнём.

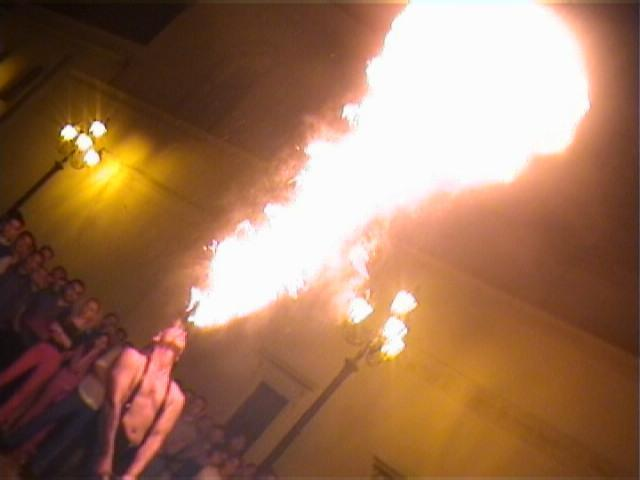
Плевание огнём

Плевание используется как средство проявления раздражения (верблюдами), как выражение оральной агрессивности (детьми), для выполнения других действий[каких?] (обезьянами), иногда даже для охоты или защиты: широко известны плевательные способности таких животных, как красная плюющаяся кобра, пауки-плеваки, или сцитодесы (семейство Scytodedae, род Scytodes).

### «Спортивные» соревнования
- Проводятся соревнования по плеванию на дальность и точность. В немецком городе Дюрен с 1974 года проводятся соревнования по плеванию вишнёвыми косточками[9]. Рекорд в этих соревнованиях был установлен в 2003 году — победитель плюнул вишнёвой косточкой на 21 м 73 см. По другим данным, им был Хорст Ортаман в 1994 году с рекордом в 29 м. Во Франции проводятся соревнования по плеванию арбузными косточками с Эйфелевой башни[10].
- В США в бейсболе питчеру запрещено плевать на мяч, так как смазанный мяч летит по нетипичной траектории, затрудняя игру для бьющего(см. Spitballen)[11].

### Использование силы лёгких для охоты
Многие туземные племена до сих пор используют в качестве оружия охоты и ведения войны специальные духовые трубки, из которых ртом выдувается снаряд (игла или стрела, кончик которой часто бывает смазан ядом), поражающий противника или животное-жертву.

## Медицина и здоровье
Одна из неприятностей плевания состоит в том, что таким образом (равно как и посредством чихания) может распространяться инфекция.
Плевание является одним из симптомов расстройств дыхания.

## Моральные аспекты
Плевание в лицо другому человеку, как правило, выражает ненависть, презрение, озлобление. Шопенгауэр писал:

для спасения чести… существует ряд рецептов: пощёчина исцеляется ударом палки, эти последние — плетью; для лечения ударов плети иные рекомендуют, как отличное, испытанное средство — плевок в лицо.

Иногда производится оплёвание не самой жертвы, а связанных с ней объектов. Так, Идалия Полетика незадолго до смерти собиралась плюнуть на памятник Пушкину. Часто так же плюют под ноги человеку с целью выражения презрения.
В некоторых культурах плевание в общественных местах считается неприличным, а в других (например, до недавнего времени в китайской) — вполне приемлемым.
Плевание, особенно гостя в доме хозяина, обычно осуждается моралью. Король зулусов наказывал смертью тех, кто отваживался плевать за его столом.

## В искусстве и общественной жизни
В древнегреческой мифологии лучезарный бог Аполлон плюёт в рот троянской царевне Кассандре, уговорив её на поцелуй — после того, как она отказала ему в близости, ранее обещав её в ответ на получение от него пророческого дара. Этот плевок символизировал то, что предсказаниям Кассандры никто не станет верить.

### В кинематографе
- В фильме «Титаник» главный герой, представитель низшего класса, обучает плеванию свою подружку-аристократку, и она употребляет этот навык в другой сцене.
- Плевание в лицо[18] происходит в фильме «Куб ноль».
- В кинокомедии Джентльмены удачи — сцена с плеванием верблюда.
- В фильме «Однажды в Америке» Багзи, во время потасовки между Максом и Дэвидом (Лапша), перед уходом, сказав ему: "Тебе нужно было остаться в Бронксе!", плюёт ему в лицо.
- В фильме «Клерки» Рэндел, не выдержав поведение одного из покупателей, плюёт ему в лицо, за что Данте Хиксу пришлось возместить полную сумму за товар, во избежание конфликта.
- В фильме «ДМБ» Лавров лично просит одного из Тунгусов, болевшего ветрянкой, плюнуть ему в лицо, дабы попасть в стационар.
- В кинокомедии «Эйс Вентура 2» члены африканского племени плюют в лицо главному герою тем самым выражая признательность («У Вачати плевок — признак высшего расположения»).

### В литературных произведениях
- «Двенадцать стульев»:

Только вы, дорогой товарищ из Парижа, плюньте на всё это.
— Как плюнуть?!
— Слюной, — ответил Остап, — как плевали до эпохи исторического материализма.

Тут Ипполит Матвеевич не выдержал и с воплем «может быть?» смачно плюнул в доброе лицо отца Фёдора. Отец Фёдор немедленно плюнул в лицо Ипполита Матвеевича и тоже попал.
- «Дюна» Фрэнка Герберта: в культуре фременов плевание является знаком уважения и дружбы.
- «Нате!» (Маяковский):

…А если сегодня мне, грубому гунну,

кривляться перед вами не захочется - и вот 

я захохочу и радостно плюну, 

плюну в лицо вам!…

### Знаменитости, плевавшие на публике
- Владимир Жириновский — плевал в лицо[19] депутату Думы Юрию Савельеву.
- Наоми Кэмпбелл[20].
- Дерик Уибли — вокалист и гитарист панк-группы Sum 41.
- Эми Уайнхаус[21].
- Иван Класнич (в Джона Терри)[22].
- Роджер Уотерс плюнул в лицо фанату во время концерта, см. The Wall.

Плевок голландского футболиста Франка Райкарда в немца Руди Феллера.